# Сэйбл, Кери
 Кери Сэйбл (англ. Keri Sable); род. 28 апреля 1986 года, Буффало, штат Нью-Йорк, США) — американская порноактриса.
Другие сценические имена: Carie Sable, Keri, Carrie Sable.

## Биография
Кери родилась в Буффало, штат Нью-Йорк. Имеет итальянские корни.
Начала карьеру в индустрии в 2004 году, после переезда в Лос-Анджелес (Калифорния). В 2005 году подписала контракт с Wicked Pictures.

## Фильмография
- Blonde Ambition
- Anal Expedition 6
- Cum Filled Asshole Overload 2
- Teen Hitchhikers 6
- Teen Fuck Holes
- Teen Dreams 8
- Jack’s Teen America
- Young Blonde Sluts

## Премии и номинации
| Год  | Церемония             | Результат | Награда | Работа            |
| ---- | --------------------- | --------- | --- | ----------------- |
| 2005 | NightMoves Award      | Победа    | Новая старлетка (Выбор фанатов)                                                                                                   | н/д               |
| 2005 | XRCO Award            | Номинация | Новая старлетка | н/д               |
| 2005 | XRCO Award            | Номинация | Кремовая мечта подростков | н/д               |
| 2006 | Adam Film World Award | Победа    | Старлетка года | н/д               |
| 2006 | AVN Award             | Номинация | Лучшая новая старлетка | н/д               |
| 2006 | AVN Award             | Номинация | Лучшая сцена анального секса — Фильм (with Randy Spears)                                                                          | Eternity          |
| 2006 | AVN Award             | Номинация | Лучшая сцена группового секса — Фильм (with Jessica Drake & Brad Armstrong)                                                       | Sold              |
| 2006 | AVN Award             | Номинация | Лучшая сцена группового секса — Видео (with Melissa Lauren, Sophia, Erik Everhard, Manuel Ferrara, Michael Stefano & John Strong) | Anal Expedition 6 |
| 2007 | AVN Award             | Номинация | Лучшая актриса второго плана — Видео                                                                                              | The Visitors      |